# Cribramara
Cribramara (лат.) — подрод жуков-тускляков из семейства жужелиц и подсемейства харпалин (Harpalinae).

## Экология
Виды этого подрода обитают полупустынных биотопах, некоторые встречены по берегам стоячих водоёмов.

## Палеонтология
В ископаемом состоянии в четвертичных отложениях в Восточной Европе и Западной Сибири найдены виды Amara cribrata и Amara skopini.

## Виды
К этому подроду относятся 8 видов:
- Amara balkhashica Kabak 1993
- Amara cribrata Putzeys 1866
- Amara danilevskyi Kabak 1993
- Amara isajevi Kabak 2008
- Amara kosagatschi Hieke 1988
- Amara molopiformis Kryshanowskij 1964
- Amara ovtshinnikovi Kabak 1993
- Amara skopini Hieke 1976

## Распространение
Встречаются в Казахстане, Кыргызстане, Китае (Синьцзян-Уйгурский автономный район), России (Алтайский край).